# 얀 레니카이넨
얀 레니카이넨(Janne Reinikainen, 1969년 3월 10일 ~ )은 핀란드의 배우, 각본가이다.

## 영화
- 안야는 저승사자 (2015년)
- 어 패이트리오틱 맨 (2014년)
- 더 그럼프 (2014년)
- 나쁜 가족 (2010년)
- 우리 엄마는 영웅 (2006년)